# Mustis
Mustis, pseudonym för Øyvind Johan Mustaparta, är en norsk keyboardist, tidigare medlem i Dimmu Borgir. Han är inspirerad av skräckmusik och spelar symfoniskt på Korg-keyboards. Han spelade live för första gången vid festivalen Dynamo Open Air 1998.

## Diskografi

### Med Dimmu Borgir
Studioalbum
- Spiritual Black Dimensions (1999)
- Puritanical Euphoric Misanthropia (2001)
- Death Cult Armageddon (2003)
- Stormblåst MMV (2005) (gästmusiker)
- In Sorte Diaboli (2007)

EP
- Godless Savage Garden (1998) (gästmusiker)
- Alive in Torment (2001)
- World Misanthropy (2002)

Singlar
- "Vredesbyrd" (2004)
- "The Serpentine Offering" (2007)

Video
- The Invaluable Darkness (2008)

### Med Susperia
Demo
- Illusions of Evil (2000)

Singlar
- "Nothing Remains" (2010)